# Terrell County (Georgia)
Das Terrell County ist ein County im Bundesstaat Georgia der Vereinigten Staaten. Der Verwaltungssitz (County Seat) ist Dawson.

## Geographie
Das County liegt im mittleren Südwesten von Georgia, ist im Westen etwa 70 km von Alabama entfernt und hat eine Fläche von 874 Quadratkilometern, wovon sechs Quadratkilometer Wasserfläche sind, und grenzt im Uhrzeigersinn an folgende Countys: Sumter County, Lee County, Dougherty County, Calhoun County, Randolph County und Webster County.
Das County ist Teil der Metropolregion Albany.

## Geschichte
Terrell County wurde am 16. Februar 1856 als 113. County in Georgia aus Teilen des Randolph County und des Lee County gebildet. Benannt wurde es nach Dr. William Terrell, einem Kongress-Mitglied.

## Demografische Daten
Laut der Volkszählung von 2010 verteilten sich die damaligen 9315 Einwohner auf 3519 bewohnte Haushalte, was einen Schnitt von 3,11 Personen pro Haushalt ergibt. Insgesamt bestehen 4080 Haushalte.
69,6 % der Haushalte waren Familienhaushalte (bestehend aus verheirateten Paaren mit oder ohne Nachkommen bzw. einem Elternteil mit Nachkomme) mit einer durchschnittlichen Größe von 2,57 Personen. In 33,7 % aller Haushalte lebten Kinder unter 18 Jahren sowie in 29,2 % aller Haushalte Personen mit mindestens 65 Jahren.
27,6 % der Bevölkerung waren jünger als 20 Jahre, 22,9 % waren 20 bis 39 Jahre alt, 28,5 % waren 40 bis 59 Jahre alt und 21,0 % waren mindestens 60 Jahre alt. Das mittlere Alter betrug 40 Jahre. 48,1 % der Bevölkerung waren männlich und 51,9 % weiblich.
36,6 % der Bevölkerung bezeichneten sich als Weiße, 61,2 % als Afroamerikaner, 0,2 % als Indianer und 0,3 % als Asian Americans. 0,8 % gaben die Angehörigkeit zu einer anderen Ethnie und 0,9 % zu mehreren Ethnien an. 1,7 % der Bevölkerung bestand aus Hispanics oder Latinos.
Das durchschnittliche Jahreseinkommen pro Haushalt lag bei 30.438 USD, dabei lebten 34,7 % der Bevölkerung unter der Armutsgrenze.

## Orte im Terrell County
Orte im Terrell County mit Einwohnerzahlen der Volkszählung von 2010:
City:
- Dawson (County Seat) – 4540 Einwohner

Towns:
- Bronwood – 225 Einwohner
- Parrott – 158 Einwohner
- Sasser – 279 Einwohner